# 卡明-卡希尔斯基区

卡明-卡希爾斯基區在沃倫州的位置

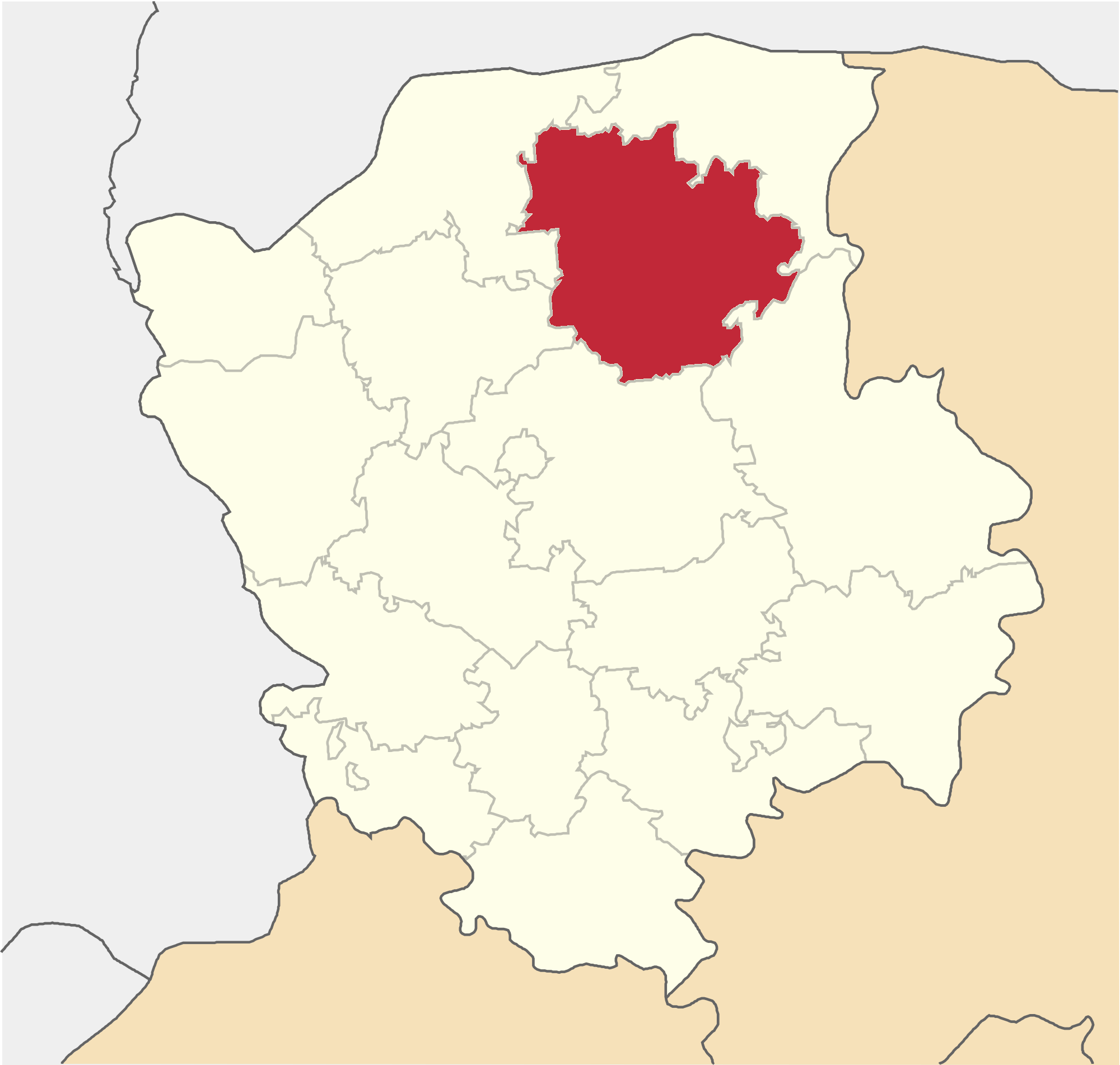
改革前卡明-卡希爾斯基區在沃倫州的位置

卡明-卡希爾斯基區（羅馬化：Kamin-Kashyrskyi raion）是烏克蘭西部沃倫州的一個區，行政中心設於卡明-卡希爾斯基，面積为4,693.4平方公里，2021年人口数量为131,123人。

## 历史
2020年7月18日乌克兰施行了行政区划改革，沃倫州的区份数量减至4个，卡明-卡希爾斯基區的面积显著扩大。改革前卡明-卡希爾斯基區的面积为1,747平方公里，2020年人口数量为32,552人。

## 行政區劃
卡明-卡希爾斯基區下劃分為5個市镇：
- 卡明-卡希爾斯基市鎮（烏克蘭語：Камінь-Каширська міська громада） (市級，行政中心：卡明-卡希爾斯基)
- 柳貝希夫市鎮（烏克蘭語：Любешівська селищна громада） (鎮級，行政中心：柳貝希夫)
- 馬內維奇市鎮（烏克蘭語：Маневицька селищна громада） (鎮級，行政中心：馬內維奇)
- 普里利斯內市鎮（烏克蘭語：Прилісненська сільська громада） (乡級，行政中心：普里利斯內)
- 索希奇內市鎮（烏克蘭語：Сошичненська сільська громада） (乡級，行政中心：索希奇内)